# DDR-Fußballmeisterschaft der Jugend 1957
Die DDR-Fußballmeisterschaft der Jugend 1957 war die 7. Auflage dieses Wettbewerbes, der vom Jugendausschuss der Sektion Fußball (DDR) durchgeführt wurde. Der Wettbewerb begann am 7. Juli 1957 mit der Ausscheidungsrunde und endete am 21. Juli 1957 mit dem Titelgewinn vom ASK Vorwärts Berlin nach einem 4:1 im Finale gegen den SC Empor Rostock. Das Finalturnier fand im Rahmen des Turn- und Sporttreffens der Jugend in Leipzig statt.

## Teilnehmende Mannschaften
An der DDR-Fußballmeisterschaft der Jugend (B-Jugend) für die Altersklasse (AK) 14–16 nahmen die Bezirksmeister der 14 Bezirke auf dem Gebiet der DDR sowie der Meister aus Ost-Berlin teil. Spielberechtigt waren Spieler bis zum 16. Lebensjahr (Stichtag: 1. September 1940).
Folgende Mannschaften qualifizierten sich für die DDR-Fußballmeisterschaft der Jugend:
| - Bezirk Rostock SC Empor Rostock - Bezirk Schwerin SC Traktor Schwerin - Bezirk Neubrandenburg nicht bekannt - Bezirk Potsdam BSG Rotation Babelsberg - Ost-Berlin ASK Vorwärts Berlin | - Bezirk Frankfurt (Oder) SG Dynamo Frankfurt/Oder - Bezirk Magdeburg BSG Chemie Schönebeck - Bezirk Halle SC Fortschritt Weißenfels - Bezirk Leipzig SC Rotation Leipzig - Bezirk Cottbus BSG Fortschritt Guben | - Bezirk Dresden SC Einheit Dresden - Bezirk Karl-Marx-Stadt BSG Wismut Stollberg - Bezirk Erfurt BSG Einheit Apolda - Bezirk Gera BSG Wismut Gera - Bezirk Suhl BSG Lokomotive Ilmenau |

## Ausscheidungsrunde

### Modus
In der Ausscheidungsrunde wurde im K.-o.-System gespielt und die acht Teilnehmer für das Finalturnier ermittelt.

### Spiele
| Datum       |                          | Ergebnis |                               |
| ----------- | ------------------------ | -------- | ----------------------------- |
| So 07. Juli | BSG Wismut Stollberg     | :        | SC Einheit Dresden            |
| So 07. Juli | BSG Lokomotive Ilmenau   | :        | BSG Einheit Apolda            |
| So 07. Juli | BSG Wismut Gera          | :        | SC Rotation Leipzig           |
| So 07. Juli | BSG Rotation Babelsberg  | :        | BSG Fortschritt Guben         |
| So 07. Juli | SC Empor Rostock         | :        | Bezirksmeister Neubrandenburg |
| So 07. Juli | SG Dynamo Frankfurt/Oder | :        | SC Fortschritt Weißenfels     |
| So 07. Juli | SC Traktor Schwerin      | :        | BSG Chemie Schönebeck         |
| Freilos:    | ASK Vorwärts Berlin      |          |                               |

## Finalturnier
Das Finalturnier wurde bis auf das Finale vom 19. bis 21. Juli auf mehreren Plätzen im Bruno-Plache-Stadion in Leipzig-Probstheida ausgetragen.

### Modus
Die Vorrunde bestand aus zwei Staffeln mit je vier Mannschaften, wo nach dem Modus „Jeder gegen Jeden“ in einer einfachen Runde die Teilnehmer für das Finale und den Platzierungsspielen ausgespielt wurden.

### Vorrunde

#### Staffel I
Spiele
| Datum                 |                          | Ergebnis |                          |
| --------------------- | ------------------------ | -------- | ------------------------ |
| Fr .19.07., 09:00 Uhr | SC Empor Rostock         | 2:1      | BSG Einheit Apolda       |
| Fr .19.07., 09:00 Uhr | SG Dynamo Frankfurt/Oder | 0:0      | BSG Fortschritt Guben    |
| Fr .19.07., 15:00 Uhr | BSG Einheit Apolda       | 0:5      | BSG Fortschritt Guben    |
| Fr .19.07., 15:00 Uhr | SC Empor Rostock         | 1:1      | SG Dynamo Frankfurt/Oder |
| Sa 20.07., 09:00 Uhr  | SG Dynamo Frankfurt/Oder | 4:0      | BSG Einheit Apolda       |
| Sa 20.07., 09:00 Uhr  | BSG Fortschritt Guben    | 1:4      | SC Empor Rostock         |

Abschlusstabelle
| Pl. | Mannschaft               | Sp. | S | U | N | Tore    | Diff. | Punkte |
| --- | ------------------------ | --- | - | - | - | ------- | ----- | ------ |
| 1.  | SC Empor Rostock         | 3   | 2 | 1 | 0 | 007:300 | +4    | 05:10  |
| 2.  | SG Dynamo Frankfurt/Oder | 3   | 1 | 2 | 0 | 005:100 | +4    | 04:20  |
| 3.  | BSG Fortschritt Guben    | 3   | 1 | 1 | 1 | 006:400 | +2    | 03:30  |
| 4.  | BSG Einheit Apolda       | 3   | 0 | 0 | 3 | 001:110 | −10   | 0:60   |

#### Staffel II
Spiele
| Datum                 |                     | Ergebnis |                     |
| --------------------- | ------------------- | -------- | ------------------- |
| Fr .19.07., 10:10 Uhr | SC Traktor Schwerin | 0:1      | SC Rotation Leipzig |
| Fr .19.07., 10:10 Uhr | ASK Vorwärts Berlin | 4:1      | SC Einheit Dresden  |
| Fr .19.07., 16:10 Uhr | SC Rotation Leipzig | 0:0      | SC Einheit Dresden  |
| Fr .19.07., 16:10 Uhr | SC Traktor Schwerin | 1:4      | ASK Vorwärts Berlin |
| Sa 20.07., 10:10 Uhr  | ASK Vorwärts Berlin | 1:0      | SC Rotation Leipzig |
| Sa 20.07., 10:10 Uhr  | SC Einheit Dresden  | 2:1      | SC Traktor Schwerin |

Abschlusstabelle
| Pl. | Mannschaft          | Sp. | S | U | N | Tore    | Diff. | Punkte |
| --- | ------------------- | --- | - | - | - | ------- | ----- | ------ |
| 1.  | ASK Vorwärts Berlin | 3   | 3 | 0 | 0 | 009:200 | +7    | 06:0   |
| 2.  | SC Rotation Leipzig | 3   | 1 | 1 | 1 | 001:100 | ±0    | 03:30  |
| 3.  | SC Einheit Dresden  | 3   | 1 | 1 | 1 | 003:500 | −2    | 03:30  |
| 4.  | SC Traktor Schwerin | 3   | 0 | 0 | 3 | 002:700 | −5    | 0:60   |

### Platzierungsspiele

#### Spiel um Platz 7
| Datum                |                    | Ergebnis |                     |
| -------------------- | ------------------ | -------- | ------------------- |
| Sa 20.07., 15:50 Uhr | BSG Einheit Apolda | (1)      | SC Traktor Schwerin |

#### Spiel um Platz 5
| Datum                |                       | Ergebnis |                    |
| -------------------- | --------------------- | -------- | ------------------ |
| Sa 20.07., 15:00 Uhr | BSG Fortschritt Guben | 2:3      | SC Einheit Dresden |

#### Spiel um Platz 3
| Datum                |                          | Ergebnis |                     |
| -------------------- | ------------------------ | -------- | ------------------- |
| Sa 20.07., 15:00 Uhr | SG Dynamo Frankfurt/Oder | 0:1      | SC Rotation Leipzig |

#### Finale
| Paarung             | SC Empor Rostock – ASK Vorwärts Berlin |
| Ergebnis            | 1:4 (0:1) |
| Datum               | Sonntag, 21. Juli 1957 um 10.00 Uhr |
| Stadion             | Zentralstadion, Leipzig |
| Tore                | 0:1 Nöldner (5.) 0:2 Schlegel (34.) 0:3 Dittrich (38.) 1:3 Vick 1:4 Nöldner (58., Handelfmeter)                                                        |
| SC Empor Rostock    | Maier – Harpke, Dieter Wruck, Schröder – Manfred Rump, Lempert – Wiethold Berlin, Lutz Wieland, Jochen Vick, Perl, Mattner Cheftrainer: Jack Berndt    |
| ASK Vorwärts Berlin | Daugs – Beier, Leudner, Ellmer – Durek, Ulrich Prüfke – Wolfgang Dittrich, Schlegel, Roger Geßler, Jürgen Nöldner, Schmidt Cheftrainer: Walter Kaßbohm |